# Scopula festucaria
Scopula festucaria är en fjärilsart som beskrevs av Nikolaus Joseph Brahm 1791. Scopula festucaria ingår i släktet Scopula och familjen mätare. Inga underarter finns listade.